# A nemzet székelykapuja
A nemzet székelykapuja egy székelykapu, melyet 1940-ben, Észak-Erdély visszacsatolásakor állítottak Horthy Miklós tiszteletére Kenderesen. Az udvarhelyszéki motívumokkal díszített kaput hét nap hét éjszaka készítették baróti és környékbeli mesteremberek, s több helyen is felállították a bevonuló magyar csapatok fogadására. Végül Horthy Miklósnak adományozták és 1942. július 30-án felállították Kenderesen a kastély melletti gyümölcsöskert bejáratánál. A rendelkezésre álló információk szerint még a második világháború alatt semmisítették meg a megszálló orosz katonák, de vannak, akik a háború utánra teszik a kapu megsemmisítését.
2009-ben a Történelmi Vitézi Rend, a Horthy Miklós Társaság, a Magyar Tengerészek Egyesülete és Kenderes Város Önkormányzata kezdeményezte a kapu újbóli felállítását. A terv meghiúsulni látszott, ezért 2010. szeptember 5-én a Magyarok Világszövetségének elnöke vállalta az akkor még hiányzó egy millió forint előteremtését és adománygyűjtésbe kezdett. Mintegy ezer adakozó segítségével összegyűlt a szükséges pénz és elkészülhetett a kapu pontos mása.
Az öt méter magas és hét méter széles székelykaput szintén a baróti mesterek faragták. 2010. november 14-én állították fel ünnepélyesen az eredeti helyén. A kaput Cseh Judit református lelkipásztor áldotta meg, majd Gulyás Zsolt római katolikus plébános szentelte fel. Az ünnepségen rész vettek Horthy Miklós és a néhai fafaragók leszármazottai is.